# نادي الفلوجة
نادي الفلوجة الرياضي هو فريق كرة قدم عراقي مقره في الفلوجة، الأنبار، تم تأسيسه عام 1968، يلعب في الدوري العراقي الدرجة الثانية.

## الملعب
تم إعادة تأهيل ملعب الفلوجة عام 2013 من قبل وزارة الشباب والرياضة، ولكن بسبب العمليات العسكرية في المحافظة بعد سيطرة تنظيم الدولة الإسلامية (داعش) أعيد بناء الملعب في عام 2017. ثم تعرض للتخريب نتيجة سكن العائلات النازحة من سوريا فيه، وفي عام 2021 أعيد تأهيله مرة أخرى.